# Торопово (Тульская область)
Торопово — деревня в Ясногорском районе Тульской области, в 11 км на северо-восток от Ясногорска. Входит в состав муниципального образования Санталовская сельская территория Теляковского сельского поселения.
Население — 2 чел. (2010).

## География
Северо-западней деревни, на расстоянии около 1 км, протекает река Десенка.

## История
Корни тороповской земли уходят в глубь древней истории. На территории у селений Торопово обнаружены следы неолитических стоянок III—II тысячелетий до н. э., относящихся к белевской культуре